# Cisowce (Pieniny)

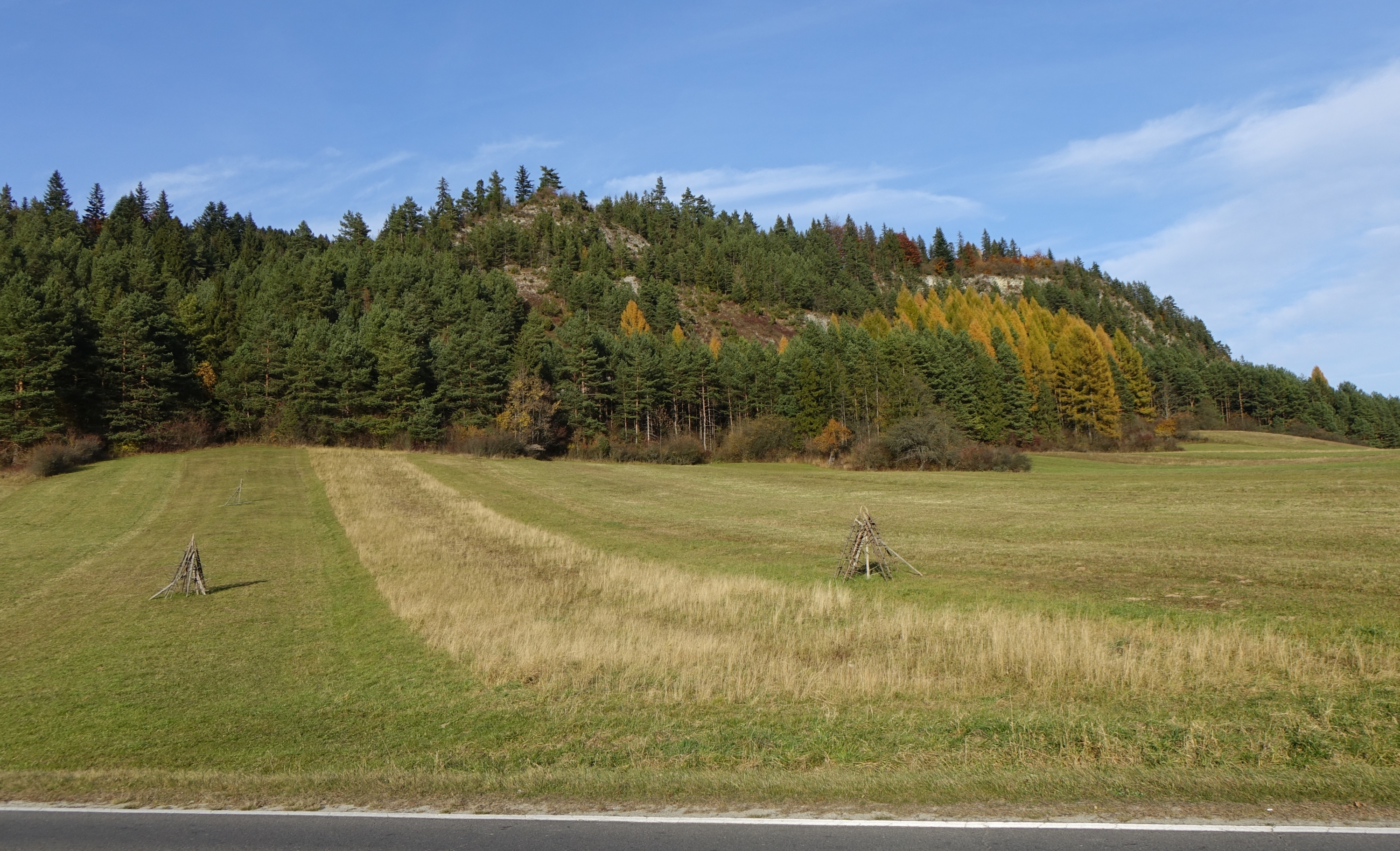
Duży Cisowiec (na środku) i Zamczysko (po prawej)

Cisowce – pas skał w masywie Flaków w Pieninach Czorsztyńskich w Sromowcach Wyżnych w województwie małopolskim, w powiecie nowotarskim, w gminie Czorsztyn. W kierunku od zachodu na wschód są to: Mały Cisowiec, Duży Cisowiec i Zamczysko. W ich pobliżu przebiega droga z Krośnicy do Sromowiec Niżnych. Z drogi tej są widoczne, znajdują się bowiem zaraz po północnej stronie pól uprawnych. Wszystkie znajdują się na obszarze Pienińskiego Parku Narodowego, w granicach wsi Sromowce Wyżne, w województwie małopolskim, w powiecie nowotarskim, gminie Czorsztyn.
Nazwa skał pochodzi od występujących tu jeszcze kilku sztuk cisów. Jest stara, w dokumentach występuje już w roku 1822. Zbudowane są z kruchych wapieni i porasta je ciekawa flora sucholubnych i wapieniolubnych roślin. Stwierdzono też występowanie tak rzadkich roślin, jak marzanka pagórkowa, irga czarna i dwulistnik muszy
Po północnej stronie Cisowców znajdują się dwie polany: Za Cisowcem i Pod Zamczyskiem.